# Bossão (duque)

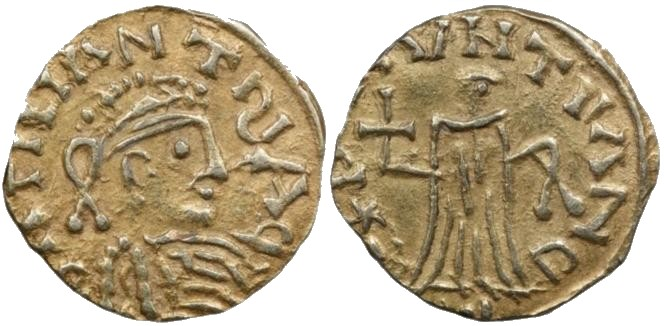
Tremisse de Gontrão r.

Bossão (em latim: Bosso) foi um oficial franco do século VI, ativo durante o reinado de Gontrão (r. 561–592).

## Vida
Em 585, Bossão foi um dos comandantes do exército de Gontrão que sitiaram o pretendente Gundobaldo em Cominges. Ele e Ulão capturaram Gundobaldo e mataram-o. Em 589, foi enviado por Gontrão com Antéscio para capturar cidades da Septimânia. Por sua confiança, foi descuidado e foi emboscado pelos visigodos sob Cláudio próximo de Carcassona, sendo obrigado a fugir com pesadas baixas. Talvez pode ser associado ao emissário Bossão enviado por Teodorico II (r. 595–613) com Beto para oferecer ajuda militar ao imperador Maurício (r. 582–602) contra os ávaros em 598.